# 打谷

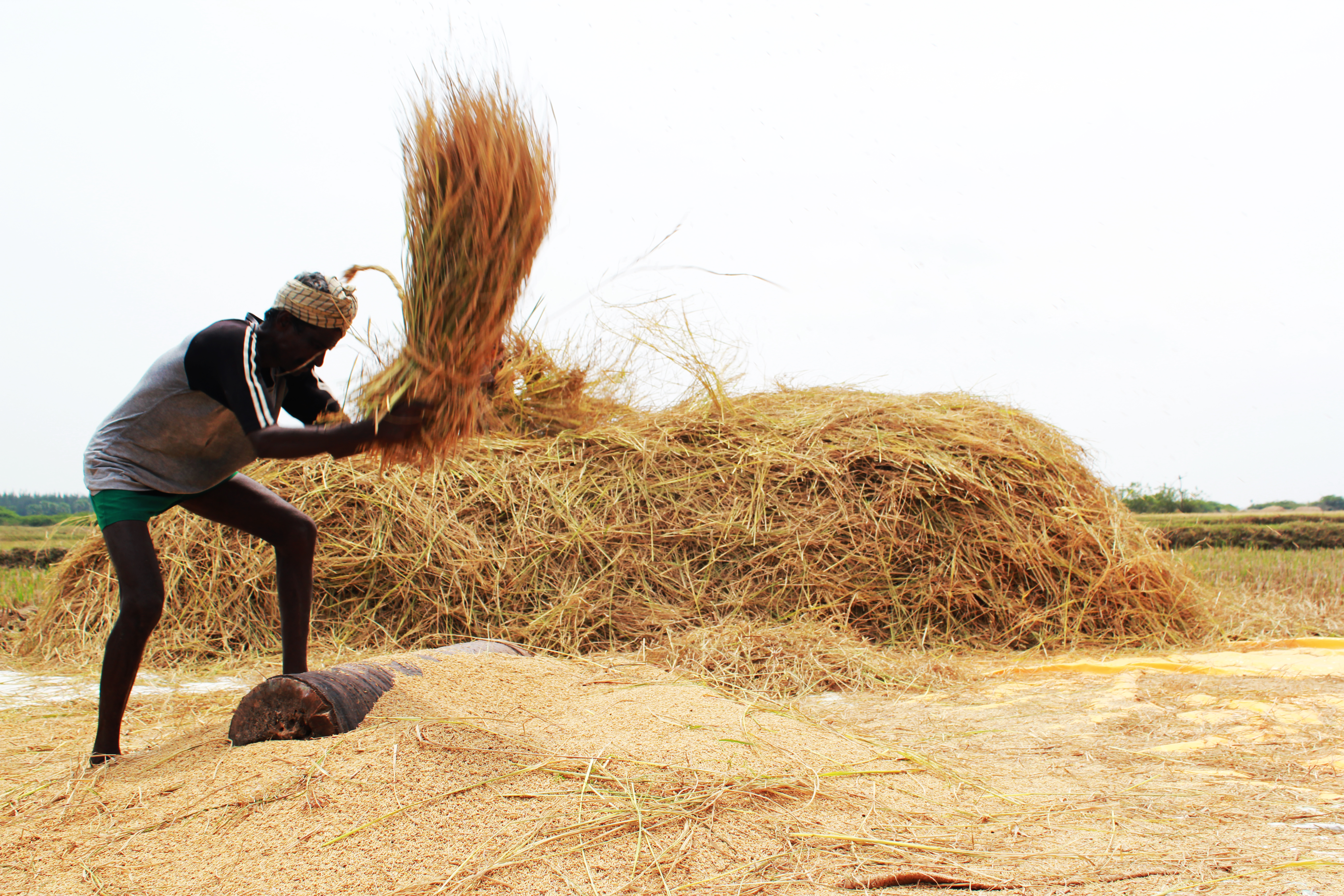
一位印度农民正在打谷

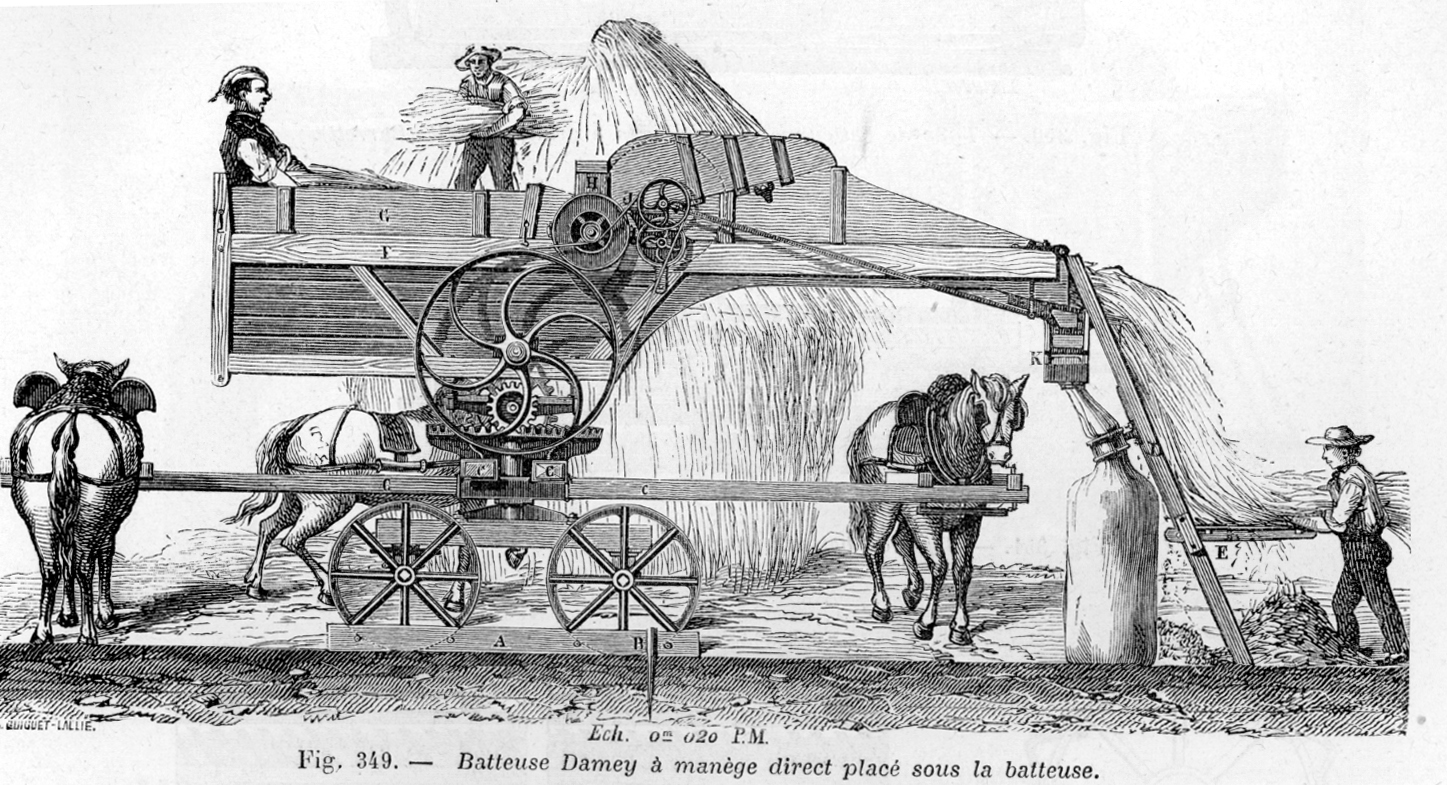
以动物为动力的脱粒机

打谷又稱脱粒、脫谷，是指禾本科植物的可食用部分（種子）與秸秆分離的過程。 

## 打谷历史

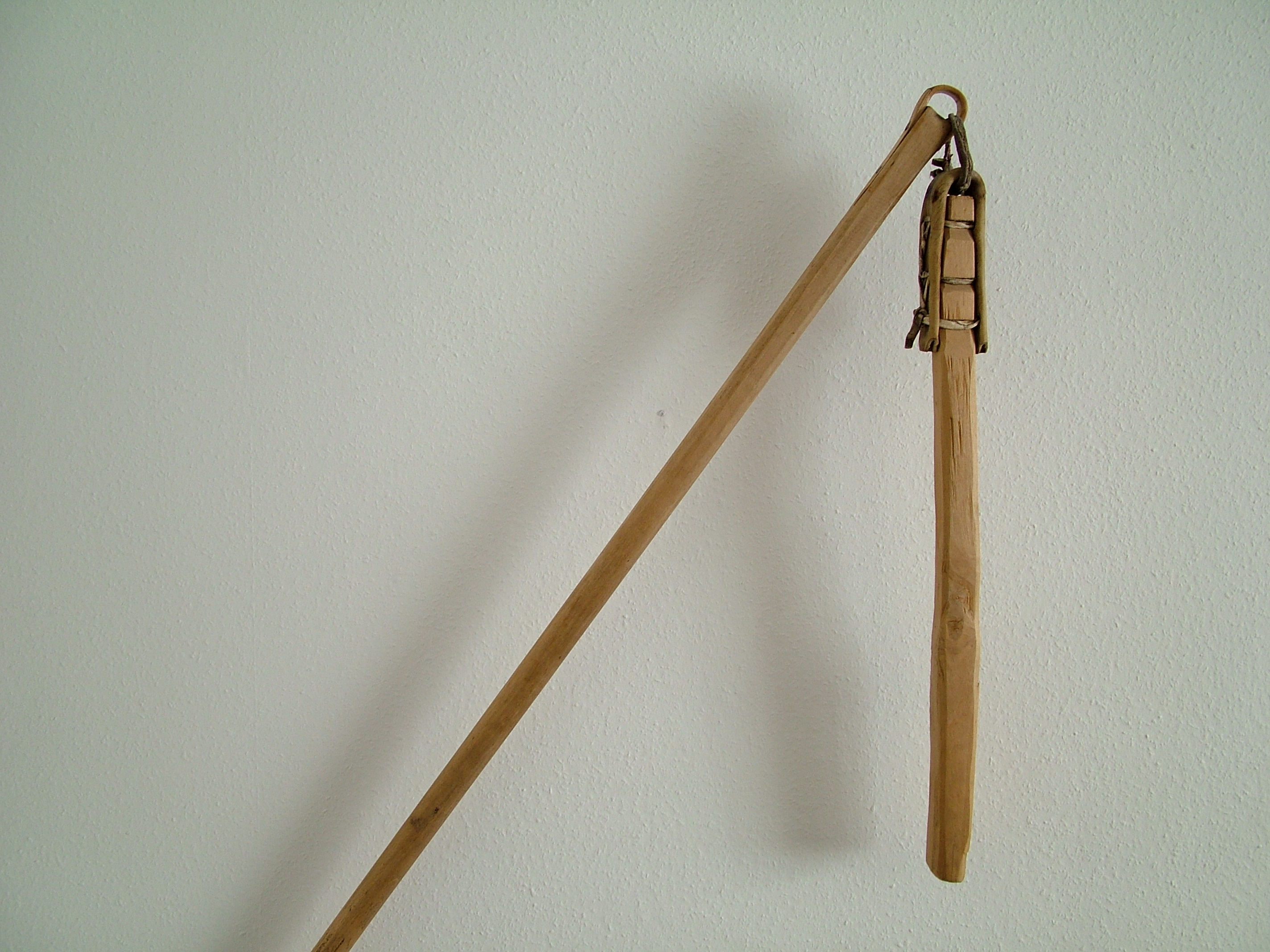
打谷用的连枷

在工業革命前，脱粒既费时又费力。 18世纪后期脫粒機出現後，打谷效率迅速提高。 